# Anthony Dobbins
Anthony Dobbins (Washington, Estados Unidos, el 23 de agosto de 1981) es un exjugador y entrenador de baloncesto estadounidense que cuenta con pasaporte italiano. Con 1,93 metros de altura jugaba en la posición de escolta. Desde 2020 ejerce como entrenador asistente en los Boston Celtics.

## Características
Se trata de un escolta trabajador, excelente defensor y con gran capacidad física y de trabajo. Su aportación ofensiva puede ser provechosa en determinados momentos de inspiración, pero se ha caracterizado a lo largo de toda su carrera por acaparar pocos tiros y no asumir demasiado protagonismo en ataque, a pesar de lo cual siempre ha contado con muchos minutos sobre la pista para sus entrenadores desde la Universidad (Virginia Tech y Ritchmond - no fue elegido) por la calidad de su esfuerzo.
Es un jugador de equipo, un 'currante' con la dosis de talento necesaria para destacar.

## Carrera deportiva
Comenzó en la Universidad de Richmond donde promedió 12 puntos y 8 rebotes por partido en su último año. Tras dejar la NCAA, ha participado en ligas de verano o bien a través de invitación con equipos NBA como Oklahoma o Detroit Pistons. No tardó en cruzar el charco. En la temporada 2004/05 recaló en el Banvit turco. El alero ha desarrollado casi toda su carrera en Francia. Después de militar en la Universidad de Richmond y de jugar en la USBL con los Skyhawks, desembarcó en Italia con el Banca Nuova Trapani y, posteriormente, con el Basket Livorno. Tras una campaña en Grecia con el Makedonikos, fichó por el Cholet (07/08) y en las dos últimas campañas ha militado en el Entente Orleans, con el promedió el pasado ejercicio 25,2 minutos y 5,7 puntos, además de 3,8 rebotes.